# Hans Beimler
Hans Beimler (ur. 2 lipca 1895 w Monachium, zm. 1 grudnia 1936 w Madrycie) – niemiecki działacz komunistyczny.

## Życiorys
W 1918 wstąpił do Komunistycznej Partii Niemiec (KPD). Uczestniczył w walkach po stronie powstałej w 1919 Bawarskiej Republiki Rad. Z ramienia partii komunistycznej wszedł w 1932 do Reichstagu. Rok później aresztowany przez nazistów i uwięziony w obozie koncentracyjnym Dachau, z którego uciekł.
Uczestnik wojny domowej w Hiszpanii. Objął funkcję komisarza politycznego XI Brygady Międzynarodowej. Zginął w walkach pod Madrytem. W 1956 władze NRD ustanowiły medal jego imienia.
2 lipca 1975 roku został patronem 32 pułku zmechanizowanego stacjonującego w Kołobrzegu.